# ACCESS II
『ACCESS II』（セカンド・アクセス）は1993年9月22日にリリースされたaccessの2ndアルバム。発売元はファンハウス。

## 概要
アルバムでは『DELICATE PLANET』に次ぐ25.5万枚のセールスを記録。この作品で第35回日本レコード大賞ベストアルバム賞を受賞した。
先行シングル2曲が収録されているが、いずれもアルバム用にアレンジされた「THE ENTERPRISE MIX」として収録されており、シングルとはバージョンが異なる。
アルバムタイトルは「2ndアルバム」「ギアがセカンドに入って、更にスピードアップした音楽を聴いてほしい」「秒速（SECOND）レベルで加速していくaccessを感じてもらいたい」という気持ちを込めた。
前もってコンセプトを固めずに、スタジオに入った時のライブ感を大事にした。
デモテープは制作されていない。楽曲が出来上がると同時にアレンジも仕上がってしまうから、貴水に渡される時にはバックトラックも出来上がっていた。貴水は「歌詞が考えやすくて、イメージも膨らませやすい」と称賛している。
作詞作業はダンス志向の場合は、今までよりもスケールの大きい歌詞をつけて、思い切って地球を見渡す様な世界観で歌詞を乗せた。ラブソング志向の場合は、伸び伸びとした広がりを持った言葉を乗せる様にした。浅倉が仕上げた曲からインスピレーションを受けて、貴水なりに解釈して歌詞を書いた。
ミキシングはロサンゼルスでフィル・カッフェルが行った。浅倉のソロアルバム「D-Trick」の時にフィルと作業した際の音色とインパクトが忘れられなかったが為の浅倉の指名であり、浅倉は「ハードな感じに」と指示した。貴水は「歌詞はこういう内容だから」と細かいニュアンスまで指定した。「歌詞が日本語だから伝わるのだろうか」という不安があったが、自分たちが想像もしていなかった残響が表現されたのを聞いた際には「やってもらってすごくよかった」と絶賛した。
マスタリングは「CDに入りきらないビット数まで、入れてしまう技術を持っている」と評判があったブライアン・ガードナーが担当した。
初回限定盤にはオリジナルポストカードが2枚付属。2013年9月11日、ソニー・ミュージックダイレクトより全曲リマスタリング・Blu-spec CD2仕様で再発売された。
なお、クレジット上は「作詞・作曲：AXS」と表記されているが、JASRACには井上秋緒が「I SING EVERY SHINE FOR YOU」の作詞者として登録されている。accessの楽曲で貴水博之が作詞を手掛けていないのは同曲が初。

## 収録曲
※カッコ内の著作者はJASRAC作品データベース検索サービスによる。
| 全作詞: AXS (貴水博之※#4以外、井上秋緒※#4のみ)、全作曲: AXS (浅倉大介)、全編曲: AXS。 |                                          |                                            |                  |      |
| #                                                                                     | タイトル                                 | 作詞                                       | 作曲・編曲       | 時間 |
| 1.                                                                                    | 「NIGHT WAVE (ORIGINAL AXS VERSION)」    | AXS ( 貴水博之 ※#4以外、 井上秋緒 ※#4のみ) | AXS ( 浅倉大介 ) | 4:20 |
| 2.                                                                                    | 「NAKED DESIRE (THE ENTERPRISE MIX)」    | AXS ( 貴水博之 ※#4以外、 井上秋緒 ※#4のみ) | AXS ( 浅倉大介 ) | 4:44 |
| 3.                                                                                    | 「MOONSHINE DANCE (THE ENTERPRISE MIX)」 | AXS ( 貴水博之 ※#4以外、 井上秋緒 ※#4のみ) | AXS ( 浅倉大介 ) | 4:48 |
| 4.                                                                                    | 「I SING EVERY SHINE FOR YOU」           | AXS ( 貴水博之 ※#4以外、 井上秋緒 ※#4のみ) | AXS ( 浅倉大介 ) | 4:50 |
| 5.                                                                                    | 「JUNGLING PARTY」                       | AXS ( 貴水博之 ※#4以外、 井上秋緒 ※#4のみ) | AXS ( 浅倉大介 ) | 4:39 |
| 6.                                                                                    | 「LYIN' EYES (THE ENTERPRISE MIX)」      | AXS ( 貴水博之 ※#4以外、 井上秋緒 ※#4のみ) | AXS ( 浅倉大介 ) | 4:56 |
| 7.                                                                                    | 「REALTIME LOVER」                       | AXS ( 貴水博之 ※#4以外、 井上秋緒 ※#4のみ) | AXS ( 浅倉大介 ) | 5:45 |
| 8.                                                                                    | 「ENDLESS SUMMER 〜君が滲んだ夏〜」      | AXS ( 貴水博之 ※#4以外、 井上秋緒 ※#4のみ) | AXS ( 浅倉大介 ) | 5:34 |
| 9.                                                                                    | 「MARMALADE DAYS」                       | AXS ( 貴水博之 ※#4以外、 井上秋緒 ※#4のみ) | AXS ( 浅倉大介 ) | 3:59 |
| 10.                                                                                   | 「JULIET」                               | AXS ( 貴水博之 ※#4以外、 井上秋緒 ※#4のみ) | AXS ( 浅倉大介 ) | 4:34 |
| 11.                                                                                   | 「S-MILE GENERATION」                    | AXS ( 貴水博之 ※#4以外、 井上秋緒 ※#4のみ) | AXS ( 浅倉大介 ) | 5:05 |
| 合計時間:                                                                             | 合計時間:                                | 53:14                                      |                  |      |

## 楽曲解説
NIGHT WAVE (ORIGINAL AXS VERSION)
全編ギターのリフで構成されている。
ベース・ギター以外のパートは殆どサンプリングで制作された。ドラムのパートもループのリズムをシーケンサーの中でつなぎ合わせる形で作られた。
元々ニッポン放送『伊集院光のOh!デカナイト』オープニングテーマとして制作された。そのタイアップに対応して、「電波の速さで、人と人との気持ちが通じ合えたらいいな」というテーマで歌詞が作られた。放送されたバージョンとは一部歌詞が変更されている。
NAKED DESIRE (THE ENTERPRISE MIX)
シングルバージョンでは16ビートを感じる仕上がりにしているが、本作では8ビートを意識したハードなアレンジを志向し、ギターのパートを前面に押し出した。
MOONSHINE DANCE (THE ENTERPRISE MIX)
シングルバージョンよりも広がりと奥行きを考え、ギターのハードさも加味しつつ、且つ硬質できらびやかなシンセサイザー中心のアレンジにした。
エンディングでは、シンセサイザーのソロとボーカルの掛け合いに聞こえる様に調整した。
I SING EVERY SHINE FOR YOU
8分の6拍子の楽曲を作りたいと思って制作された。実際に聞くと4分の3拍子にも聞こえるバラード。
歌詞のテーマは「心の移り変わり」「何かの理由で出会えない」「訳があって離ればなれになっていても、気持ちは通じ合っていたい」をテーマにしている。
JUNGLING PARTY
全体的にサンバを意識してアレンジした曲。
歌詞は「都会」に「ジャングル」等今まで使ったことのない言葉を意識的に使うようにした。
サビのボーカルは2人の掛け合いになっている。
ラテン調のパーカッションだけでは物足りなく感じたために、貴水のボイスパーカッションを取り入れた。
LYIN' EYES (THE ENTERPRISE MIX)
ラップのパートは、シングルバージョンより加工されていない。
貴水のラップに刺激を受けた浅倉が、新しいメロディとハーモニーのフレーズを追加した。
ロサンゼルスのスタッフ達に評判が良かった。
REALTIME LOVER
歌詞は「願望の世界には中々手を伸ばさないけど、実際に手を伸ばす」シーンを意識した。
ENDLESS SUMMER 〜君が滲んだ夏〜
歌詞は「失恋」をテーマにしているが、生々しい内容にせず、「夏の思い出等の大切な物を失う時の悲しさ」を表現する様にした。
MARMALADE DAYS
16ビートでもなく、3連でもない、変わったリズムを打ち込みで開発した。
間奏は「ジャジー」「大人の世界を覗く様な」感じを意識した。
歌詞は「大人に近づく時に、一つずつ忘れてしまうから、大事に持ち続けていたいもの」をキーワードにしている。
アウトロは歌詞の内容の続きを会話劇で表現している。
JULIET
普段より変わったアクの強い音色を打ち込み、思いついたフレーズを全部入れた後に、後から追加したり消したり等の編集を繰り返した。
歌詞は「時間も時空も全て超えてしまった世界」を面白く表現する様にした。
S-MILE GENERATION
歌詞のテーマは「今までaccessを応援してくれたファンへの、accessからの感謝のメッセージ」を描いた。
楽曲のタイトルは「これからも色々な人とアクセスしていきたい」という思いから「道のり」を表す「Mile」ともかけている。

## 参加ミュージシャン・スタッフ
- プログラミング&キーボード：浅倉大介
- プログラミング：大里正毅
- ギター：葛城哲哉
- ギター：北島健二
- レコーディング・エンジニア：大里正毅（Fun House）
- ミキシング・エンジニア：フィル・カッフェル
- マスタリング・エンジニア：ブライアン・ガードナー
- プロデューサー：井上哲生（Timemachine）
- プロデューサー：大里正毅（Fun House）
- A&R：石田隆之（Fun House）
- エグゼクティブ・プロデューサー：青木高貴（Timemachine）
- スーパーバイザー：松村慶子（Timemachine）
- スーパーバイザー：原正志（Fun House）